# Франсуа Келлерман
Франсуа-Крістоф Келлерман (герцог де Вальмі, фр. François-Christophe Kellermann, duc de Valmy; 28 травня 1735, Страсбург — 23 вересня 1820, Париж) — французький воєначальник Революційних війн, при Наполеоні — почесний маршал Франції.
Народився у Стасбурзі, у 1752 був завербований до французького гусарського полку, у 1788 вже мав чин генерала. У 1792 Келлерман, який з захопленням сприйняв ідеї революції, був призначений головнокомандувачем мозельскої армії, з'єднався з Дюмур'є та 20 вересня витримав славетну канонаду у Вальмі, стримавши навалу прусських військ, що значно перевищували чисельність військ, що він ними командував. Був звинувачений у тому, що недостатньо енергійно переслідував прусські війська, що відступали, але був виправданий судом.
Похований на цвинтарі Пер-Лашез.